# Coruncala latipennis
Coruncala latipennis là một loài bướm đêm trong họ Noctuidae.